# Éric Branca
Pour les articles homonymes, voir Branca.
Éric Branca, né en mars 1958, est un journaliste et historien français spécialiste du gaullisme et des services secrets auxquels il a consacré plusieurs ouvrages.

## Biographie
En tant que journaliste, il a travaillé pour le magazine Valeurs actuelles à partir de 1982. Il a été son chef du service politique puis son directeur de la rédaction, jusqu'à son départ en 2015. Il a aussi collaboré à la revue mensuelle Le Spectacle du Monde, autre périodique de droite du groupe Valmonde, propriétaire de Valeurs actuelles.
Ses premiers ouvrages portent sur la vie politique, celle de la droite surtout. Il s'est intéressé notamment à Philippe de Villiers. Depuis 2015, cet historien de formation publie des essais d'histoire. 
Éric Branca a publié une quinzaine d'ouvrages. Parmi lesquels L'Aigle et le Léopard (Perrin, 2023), consacré aux liaisons dangereuses entre l'Angleterre et le III° Reich,, Le roman des damnés (Perrin, 2021), De Gaulle et les grands (Perrin, 2020), Les entretiens oubliés d'Hitler (Perrin 2019),, traduit en plusieurs langues, L'ami américain : Washington contre de Gaulle, 1940-1969 (Perrin 2017 et Tempus, 2022), Jacques Chirac (Chronique, 2015), 3000 ans d'idées politiques (Chronique, 2014) et De Gaulle et les Français libres (Albin Michel, 2010).
Il a été, entre autres, le conseiller historique du documentaire d'Emmanuel Amara, De Gaulle, l'homme à abattre (2020), et de L'Archipel des Français libres de Xavier Fréquant et Yassir Guelzim (2021).

## Publications
- Éric Branca et Patrick Buisson, Philippe de Villiers ou La politique autrement, Paris, Le Rocher, coll. « Documents », 1993, 258 p. (ISBN 2-268-01447-9).
- Le Roman de la Droite, 1974-1998 : chronique d'un échec, Paris, Lattès, 1998.
- De Gaulle, préf. Alain Peyrefitte, Molière, 131 p., 1999  (ISBN 978-2702827352)
- Le mystère Villiers (avec Arnaud Folch), Paris-Monaco, Éditions du Rocher, 466 p., 2006  (ISBN 978-2268059808)
- Histoire secrète de la droite : 50 ans d'intrigues et de coups tordus (avec Arnaud Folch), Paris, Plon, 2008 ; rééd. Paris, Nouveau Monde, coll. Poche, 650 p., 2011  (ISBN 978-2847366310)
- De Gaulle et les Français libres, Paris, Albin Michel, 2010.
- 3000 ans d'idées politiques, Paris, Éditions Chronique, 2014.
- Jacques Chirac, Paris, Chronique, 2015.
- Droite + Gauche (avec Michel Marmin), Paris, Chronique, coll. Le Tour de le Question, 2016.
- L'Ami américain, Washington contre de Gaulle, 1940-1969, Paris, (Perrin, 2017 ; rééd Tempus 2022[12].)
- Les entretiens oubliés d'Hitler, Paris, Perrin, 2019[13].
- De Gaulle et les grands, Paris, Perrin, 2020 (Prix Michel Anfrol).
- Le Roman des damnés : ces nazis au service des vainqueurs après 1945, Paris, Perrin, 2021[14].
- L'Aigle et le Léopard : les liaisons dangereuses entre l'Angleterre et le IIIème Reich, Paris, Perrin, 2023.
- La République des imposteurs : Chronique indiscrète de la France d'après-guerre, 1944-1954, Paris, Perrin, 2024.
- 300 jours, 13 juillet 1944 - 8 mai 1945, Dix mois pour en finir avec Hitler, Paris, Perrin, 2025.